# Карзанов, Андрей Тимофеевич
Андрей Тимофеевич Карзанов (род. 25 ноября 1990 года в Чебоксарах) — российский регбист, играющий на позиции крайнего трехчетвертного в команде «Стрела» и в сборной России.

## Карьера
Андрей пришел в регби в возрасте 20 лет после занятий вольной борьбой. В поиске новых талантов действующий президент федерации Регби Чувашский республики и по совместительству главный тренер РК «Молот» связался с Андреем и пригласил попробовать себя в регби.
На протяжении 6 лет Андрей играл за «Молот» (Чебоксары). В 2018 перешел в клуб «Дружина» (Бердск).
С 2019 до 2023 играл за клуб «Локомотив-Пенза».
В 2023 перешел в клуб Стрела (Казань), с которым в том же 2023 году завоевал Кубок России .

## Карьера в сборной
В 2018 г. начал играть за сборную по регби-7. Первая игра за сборную была в июле 2019 года в Коломье на отборочном турнире к Олимпиаде в Токио-2020 против сборной Испании.
В 2021 году попал в расширенный состав на игру против Грузии. 7 февраля 2021 года дебютировал за сборную в поединке против Грузии, выйдя в концовке матча.